# Mijat Tomić
Mijat Tomić (pre 1610 — 1656) bio je hajduk. Jedan je od najpoznatijih Duvnjaka opevan u narodnim epskim pesmama. Rođen je u selu Gornji Brišnik, u današnjoj opštini Tomislavgrad. Pesme o njemu pevali su i izdavali hrvatski guslari Željko Šimić (Hrvatski hajduk i narodni junak Mijat Tomić, Mijat Tomić i paša od Zvornika), Mirko Tomić (Mijat Tomić odmeće se u hajduke), Ivan Antosović, Jozo Radoš-Marić (Duvanjski junaci), Mile Baković (Duvno polje kolijevka Hrvata) itd. Knjiga "Junačina Mijat Tomić" Dubravka Horvatića spada u školske lektire. U Tomislavgradu postoji udruženje Hajdučka družina Mijat Tomić".

## Poreklo Mijata Tomića
Prvi štampani i objavljeni podatak o Mijatovu poreklu je kod fratra Filipa Grabovca (1698.-1749) koji u svom delu "Cvit razgovora naroda i jezika iliričkoga aliti arvackoga" (Venecija, 1747) kaže: ... samo ovo oću spomenuti, kako posli Tomića Mijata iz Duvna nije bilo već pravoga ajduka ni će već biti. Rečeni poginu oko prvi godina mira od Kandije, izdade ga Bobovac Ilija od Doljana: njegov bi kum, sapelo ga. Pogibe malo prije žetve. Tu misao potvrđuju i ostali dokumenti u kojima se govori o Mijatu Tomiću.

## Mladenačko vreme Mijata Tomića
Po predaji Mijat je rano ostao bez roditelja (Ivana i Kate), dok je još bio u kolevci i othranio ga je stric Niko. Iz dokumenata je vidljivo da je Mijat oko 1640. imao dva brata živa (jedan se zvao Marko), a po predaji je imao i dve sestre. Sestra Manda je majka poznatog hajduka Malog Marijana, a sestra Jelena je bila udana u Sinj. Kasnije su iz Gornjeg Brišnika preselili u Donji Brišnik, gde se i danas ukazuje na mesto i ostatke njegovih kuća.
Kad je Mijat odrastao, otišao je od strica, stupio je u najam kod bega Kopčića i kod njega je do dvadesete godine čuvao ovce. Kao dvadesetogodišnjak je bio tako jak i snažan da se sa njime niko nije mogao da pohrva ni da se takmiči u bacanju kamena ili bilo čemu drugome u čitavom duvanjskom kraju. Bio je viši od dva metra.
Jednoga dana u Duvno je došao neki Arapin, postavio šator na livadi i na mejdan pozvao bega Kopčića. Na narod je Arap udario nasilje i moralo mu se donositi sve što je tražio. Kad je Mijat došao uveče kući, našao je bega nevesela pa kad je saznao za uzrok, Mijat se nasmeje i ponudi se da zameni bega, a beg ga stane blagosiljati. Ujutru se Mijat spremi za mejdan i pođe da potraži protivnika. Arapin je na mejdanu bacao neku smrdljivu vatru na protivnika, pa ga onda ubijao. Mijat se prekrsti, zazove Boga za pomoć i pođe protiv Arapina. Arapin baci vatru na Mijata, ali ga Mijat zgrabi rukama, udari njime o zemlju i pogubi ga svojom sabljom. Beg Kopčić još više zavoli Mijata i poklanja mu livadu zvanu Jabuka. Po predaji, mejdan je deljen na Duvanjskom polju, kod rečice Drine, na livadama zvanim Crvenićka uža.

## Odmetanje Mijata Tomića u hajduke
O uzrocima odlaska Mijata Tomića u hajduke, u narodnoj predaji, koju je zabeležio Rubić, i u nekim pesmama uzrok odlaska u hajduke vezan je za Mijatovo barjaktarstvo u svatovima bega Kopčića. Po toj predaji Kopčićevi svatovi su se uoči večere takmičili u bacanju kamena s ramena i u drugim igrama, a Tomić je u svemu prednjačio. Turcima to nije bilo svejedno i oni odluče da ga ubiju. Mijat je osetio što mu se sprema i kada je počela svatovska večera pobegne iz kuće, iako su ga zvali da se vrati. Stric mu je već bio umro. Nije smeo kući u strahu od Turaka i odmetne se u planinu Vran.
U pesmi koja je zabeležena u Orašcu kraj Dubrovnika govori se da je onaj svat koji je prigovarao Amur-begu Kopčiću što je Mijatu poverio barjak bio Osman Renković, pobunivši se.
"Gospodaru Kopčić Amur-bego, Sve si dobre skupio svatove, Ali imaš loša barjaktara, Kopile je od četiri baba.
A kad ga je Mihat razumio, On je konjem na konja udario. Omlati mu dvije zaušnice; Kako ga je lako udario,
Dva mu zdrava zuba izvadio, Ispanula, na travu panula."
U jednoj pjesmi, zabeleženoj u Petrovu polju kod Drniša, govori se, kako je Mijat bio netačno okrivljen i nepravedno osuđen na globu i batinanje, pa se posle toga odmetnuo u hajduke.
Po jednom dubrovačkom podatku iz 1642. Mijat Tomić sr odmetnuo u hajduke radi nasilja ondašnjeg ćehaje (poverenika) hercegovačkog sandžak-bega, međutim o njegovu imenu i nešto pobliže o samom uzroku Mijatova odmetanja u hajduke dokument ne govori.

## Hajdučka družina Mijata Tomića
Po predaji Mijatov bijeg u planinu Vran brzo se pročuo po duvanjskom kraju i oko Mijata se okupilo 60 drugova. Nastala je i poznata pesma:
"Od zla oca, od gore matere,

Kojem nije žao poginuti,

Koji može stići i uteći,

A on svoje sve nosi uza se,
Puška mu je i otac i majka,

a za virnu ljubu i ne znade."
Kad je Mijat sagledao toliku družinu i svestan problema koji su ih očekivali, da bi iskušao njihovu hrabrost pred družinom, odere živa jarca, koji je drečeći podnosio muke. Na pitanje društva zašto to radi Mijat im odgovori: "Koji god od vas mojih drugova ne bi mogao ovako da podnosi, da ga dušmani živa oderu, onaj nije za moje družine". Kada je sutrašnji dan osvanuo od 60 drugova ostala mu je samo polovina.
U velikom broju narodnih pesama iz Mijatova ciklusa se pominje njegova družina od 33 druga, u nekoliko pesama se navodi brojnost njegove družine od 30 drugova, dok se u pesmi Mijat Tomić od kuma izdat pogibe pominje jačina njegove družine od 40 drugova. Neke navode narodne pesme potvrđuju podaci iz dokumenata, pa i taj broj. U pismu koje je Mijat pisao oko Nove godine 1640. komandantu Imotskog preti se sa četrdeset svojih ljudi koji su rođeni pod puškom i sa sabljom.
Iz istorijskih podataka o hajducima vidljivo je da su se pojedine hajdučke družine radi bezbednijeg uspeha pri napadima na karavane i pojedina naselja udruživali i zajednički napadali. O tome se govori i u nekim narodnim pesmama. Tako se u nekim pesmama govori kako se Mijatova družina udružuje sa družinama harambaša, kako se već nazivaju u tim pesmama: Baja Pivljanina, Trutaka Crnogorca, harambaše Zečevića biznad Goranacan, Muje Hrnjadina s Kladuše, Vuka Mandušića, harambaše Mitra, Petra Gusića, harambaše Plavše, Stojana Jankovića, Milutina Janka, Ilije Smiljanića, Marka Kotarana, Deli-Markovića i još nekih drugih.

## Spoljašnje veze
- Bosanci snimaju film o jednom od najvećih hajduka (B92, 19. februar 2017)